# Hypercalymnia paphos
Hypercalymnia paphos là một loài bướm đêm trong họ Noctuidae.